# Dominikanska republikens flagga
Dominikanska republikens flagga har ett vitt kors som delar flaggan i fyra rektanglar, två blå och två röda. I mitten av korset finns ett litet statsvapen. Detta har på vänster sida en gren av ett olivträd och på höger sida ett palmblad. Ovanför vapnet finns ett blått band med det nationella mottot (Dios, patria, libertad) och under vapnet ett rött band med texten Republica Dominicana i versaler. Flaggan antogs den 6 november 1844. Proportionerna är inte fastslagna i lag, men är oftast 2:3 eller 5:8.

## Historik
Dominikanska republiken var ockuperat av Haiti mellan 1822 och 1844. Landets flagga skapades av självständighetsrörelsen, och bygger på den haitiska flaggans färger. Det vita korset skall även symbolisera landets kristna tro. Religionen avspeglas även i statsvapnet, som innehåller en bibel uppslagen på Johannesevangeliet.